# Dharur, Beed
Dharur là một thành phố và là nơi đặt hội đồng đô thị (municipal council) của quận Bid thuộc bang Maharashtra, Ấn Độ.

## Địa lý
Dharur có vị trí 18°49′B 76°07′Đ / 18,82°B 76,12°Đ Nó có độ cao trung bình là 739 mét (2424 feet).

## Nhân khẩu
Theo điều tra dân số năm 2001 của Ấn Độ, Dharur có dân số 18.350 người. Phái nam chiếm 52% tổng số dân và phái nữ chiếm 48%. Dharur có tỷ lệ 65% biết đọc biết viết, cao hơn tỷ lệ trung bình toàn quốc là 59,5%: tỷ lệ cho phái nam là 74%, và tỷ lệ cho phái nữ là 55%. Tại Dharur, 15% dân số nhỏ hơn 6 tuổi.